# Reuss-Dölau

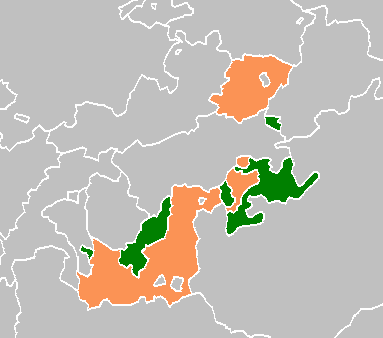
De vorstendommen van de jongere linie in 1820 (oranje) - de interne grenzen zijn niet aangegeven; groen de oudere linie

Reuss-Dölau was tweemaal de naam van een staatje in Thüringen. Van 1616 tot 1636 bestond het als heerlijkheid en van 1694 tot 1698 als graafschap, beide keren onder bestuur van Reuss oudere linie, een tak van het Huis Reuss.

## Geschiedenis

### De heerlijkheid Reuss-Dölau
De heerlijkheid Reuss-Dölau ontstond in 1616 door een splitsing van Reuss-Burgk. Uit de erfenis van de in 1616 uitgestorven middelste tak Reuss hadden de beide heren van Reuss-Burgk, Hendrik II en zijn broer Hendrik IV enkele dorpen verkregen. Deze vergroting van hun gebied kan de reden zijn geweest om tot een territoriale verdeling te komen.
Reuss-Dölau bestond uit veel kleine gebieden, die van elkaar waren gescheiden door grondgebied in bezit van andere leden van het huis Reuss. De heerlijkheid Dölau bestond uit het gelijknamige slot en stadje Dölau en verder de dorpjes Arnsgrün, Brückla, Büna, Caselwitz, Dobia, Fröbersgrün, Gablau, Kauern, Mehla, Rothenthal, Sachswitz en de helft van Bernsgrün, de andere helft behoorde tot Reuss-Obergreiz.
In 1636 stierf Hendrik IV aan de gevolgen van een val van een trap. Omdat hij geen nakomelingen had viel Reuss-Dölau weer toe aan Reuss-Burgk.

### Het graafschap Reuss-Dölau
In 1694 ontstond Reuss-Dölau opnieuw, ditmaal als gevolg van een verdeling van Reuss-Obergreiz. Hendrik VI van Reuss-Obergreiz moest, onder druk van zijn stiefmoeder, gebied afstaan aan zijn halfbroer Hendrik XVI. Dit ondanks het feit dat in 1690 het principe van de primogenituur was aangenomen. Omdat in 1673 aan het Huis Reuss de titel van rijksgraaf was verleend, werd ook Reuss-Dolau een graafschap.
Het staatje omvatte de residentie Dölau en verder de dorpen Görschnitz, Grochlitz, Hain, Hohndorf, Klein-Reinsdorf, Kurtschau, Lunzig, Möschwitz, Naitschau, Pöllwitz, Schönbach, Settendorf, Sorge, Wellsdorf, Wolfshain en Zoghaus.
Toen Hendrik XVI in 1698 op 20-jarige leeftijd en zonder nakomelingen stierf viel Reuss-Dölau weer toe aan Reuss-Obergreiz. Vermoedelijk heeft Hendrik XVI tot aan zijn dood onder regentschap van zijn moeder gestaan, omdat volgens de 'huisorde' pas bij het voltooien van het 21e jaar de meerderjarigheid werd bereikt.

## Heersers

### heer
- 1616-1636: Hendrik IV (1580-1636, zoon van Hendrik II de Lange van Reuss-Untergreiz en Reuss-Burgk)

### graaf
- 1694-1698: Hendrik XVI (1678-1698, zoon van Hendrik I van Reuss-Obergreiz)
  - 1694-1698 regentschap?: Henriette Amalie von Friesen (1668-1732)

Zie Huis Reuss voor een uitleg over de nummering van de vorsten.